# 알렉산드로스 대왕의 인도 원정
알렉산드로스 대왕의 인도 원정은 기원전 327년에 시작되어 기원전 325년까지 지속되었다. 아케메네스조 페르시아를 정복한 마케도니아 군대는 인도 대륙 북서부로 원정을 떠났다. 2년 만에 알렉산드로스는 페르시아의 인더스 계곡 정복으로 확립된 초기 국경선을 뛰어넘어 오늘날 파키스탄의 신드주와 펀자브주까지 마케도니아 제국을 확장시켰다.
마케도니아가 탁실라를 포함한 간다라(옛 페르시아 사트라피)를 흡수한 후 알렉산드로스와 그의 군대는 펀자브으로 진격하여 이 지역의 인도 왕 포로스와 맞닥뜨리게 되었다. 기원전 326년, 알렉산드로스는 히다스페스 전투에서 포로스와 파우라바를 물리쳤지만, 이 과정에서 많은 희생을 치렀다.
계속 군대를 이끌고 동쪽으로 진군하던 알렉산드로스는 마가다에 본거지를 둔 난다 제국과 대치하게 되었다. 그리스 소식통에 따르면 난다 군대의 규모는 마케도니아 군대의 5배에 달했고, 점점 지치고 향수병에 시달리던 알렉산드로스의 군대는 인도-갠지스 평원에서 대규모 인도 군대와 더 맞서야 한다는 전망에 불안해하며 히파시스강에서 반란을 일으키고 동쪽으로의 진격을 거부했다. 알렉산드로스는 코이노스 장군과 회의를 통해 병사들의 한탄에 대한 보고를 받은 후, 돌아가는 것이 낫다는 확신에 따라 물러섰다. 이후 남쪽으로 방향을 틀어 펀자브 남부와 신드를 거쳐 인더스강 하류 지역의 부족들을 정복한 후 마침내 서쪽으로 방향을 틀어 마케도니아에 도착했다.

## 배경

### 인도의 사회정치적 상황
알렉산드로스의 인도 침입은 주로 인더스강 유역에서 일어났는데, 이 지역은 여러 작은 국가들로 나뉘어 있었다. 이 국가들은 특정 부족의 지배에 기반을 둔 것으로 보이며, 그리스 작가들은 말리족과 같은 부족들과 부족 명칭으로 보이는 이름을 가진 왕들을 언급한다. 페르시아의 아케메네스 제국은 이전 수십 년 동안 인더스 계곡에 대한 종주권을 행사했었지만, 알렉산드로스 군대가 이 지역에 도착했을 때는 인더스강 너머에는 아케메네스 통치의 흔적이 없었다. 초기 작가인 에라토스테네스의 정보를 출처로 삼은 스트라본은 아케메네스 왕이 인더스 서쪽 지역을 통제했다고 기술한다. 이 지역(카피사-간다라 지역 포함)은 아마도 인도인들의 영토였을 것이며, 그리스 기록에 따르면 이들은 가우가멜라 전투에서 그들의 종주인 다리우스 3세와 함께 싸웠다.
그리스 문헌과 고고학적 발굴은 인더스 유역에서 농업과 무역에 의존하는 도시 경제의 존재를 나타낸다. 그리스인들은 탁실라와 같은 도시와 요새화된 마을의 존재를 언급한다. 아리아노스는 포로스를 물리친 후 알렉산드로스가 동쪽으로 체나브강을 향해 진군하여 37개의 마을을 점령했다고 언급한다. 이 마을들 중 가장 작은 곳도 5,000명 이상의 주민을 가졌다. 스와트 계곡에서는 알렉산드로스가 230,000마리의 소 (아마도 인도혹소)를 압수하여 경작을 위해 마케도니아로 보낼 의도였다고 한다. 아리스토불로스는 논에서 쌀이 재배되는 것을 보았고, 오네시크리투스는 보스모란이라는 작물 (아마도 진주조)의 존재를 보고했으며, 네아르코스는 "꿀을 생산하는 갈대" (아마도 사탕수수)에 대해 썼다. 네아르코스는 또한 인도인들이 면섬유로 만든 옷을 입었다고 언급한다. 소금 산맥에서 암염이 채굴되어 인도의 다른 지역으로 공급되었다. 일부 원시 공동체는 아대륙의 숲, 사막, 해안 지역에 존재했다. 예를 들어, 네아르코스는 토메로스강 (힝골) 주변 사람들이 어업으로 생존했으며, 철 도구 대신 석기를 사용했다고 언급한다.
그리스 작가들은 인도 철학의 교사로 묘사된 브라마나스("브라크마네스") 사제 계급을 언급한다. 그들은 인도에 종교적인 사원이나 우상의 존재를 언급하지 않는데, 이는 이집트, 메소포타미아, 이란에서의 알렉산드로스 원정 설명에서 흔히 나타나는 것과는 대조적이다. 그리스 기록에는 나체 철학자라고 불리는 나체 금욕주의자들이 언급된다. 칼라노스(아마도 인도 이름 "칼야나"의 그리스어 음차)라는 철학자는 알렉산드로스와 함께 페르세폴리스로 가서 공개 화장대에서 자살했다. 그는 아마도 자이나교도 또는 아지비카 승려였을 것이다. 그리스 기록에는 불교에 대한 언급이 없다.
브라마나스에 대한 언급 외에, 알렉산드로스의 침략에 대한 그리스 서술은 카스트 제도를 직접적으로 언급하지 않는다. 일부 브라마나스는 지역 왕자들의 고문 역할을 했다. 알렉산드로스는 현재 신드주 지역에서 자신에게 반란을 선동한 무시카누스와 삼부스 통치자들을 위해 브라마나스 집단을 교수형에 처했다. 그리스 문헌은 적어도 두 곳에서 노예 제도의 존재를 증언한다. 오네시크리투스는 무시카누스가 통치하는 지역의 노예 제도를 묘사하고, 아리스토불로스는 탁실라에서 가난한 사람들이 공개적으로 딸을 파는 것을 언급한다. 아리스토불로스는 또한 탁실라에서 미망인들이 남편의 화장대에서 몸을 불사르는 관습인 사티 (관습)를 목격했다. 죽은 시체를 독수리에게 노출시키는 관습은 마기의 침묵의 탑 관습과 유사하게 탁실라에서도 널리 퍼져 있었다.
네아르코스는 인도인들이 촘촘히 짠 천에 편지를 썼다고 언급하는데, 이는 아케메네스 통치 기간 동안 아람 문자에서 발전했을 가능성이 있는 카로슈티 문자의 전신을 언급하는 것일 수 있다. 현재 발루치스탄 해안의 한 부족을 묘사하면서, 네아르코스는 그들이 "언어와 관습" 면에서 인도인들과 다르다고 언급하는데, 이는 그가 특정 언어를 인도인들과 연관시켰다는 것을 의미한다. 이것이 인도인들이 단일 언어를 사용했다는 의미는 아니다. 네아르코스가 인도와 연관시킨 언어는 공식 및 상업적 목적에 사용된 링구아 프랑카였을 가능성이 높다. 이 링구아 프랑카는 거의 확실하게 간다리 프라크리트어였을 것이다. 왜냐하면 인도인과 장소의 그리스 이름(예: "탁실라" 및 "산드로코토스")이 산스크리트어(예: "탁샤실라" 및 "찬드라굽타")보다는 이 언어(예: "타카실라" 및 "찬다구타")에서 유래한 것으로 보이기 때문이다.
네아르코스는 인도의 의학 과학의 존재를 증명한다. 그는 그리스 의사들이 알렉산드로스의 뱀 물림 치료에 실패했을 때, 왕이 다른 질병과 고통스러운 상태도 치료할 수 있는 인도 치료사들을 모았다고 언급한다. 그리스 기록에는 현대 인도의 다른 과학에 대한 언급이 없다.

### 알렉산드로스의 준비

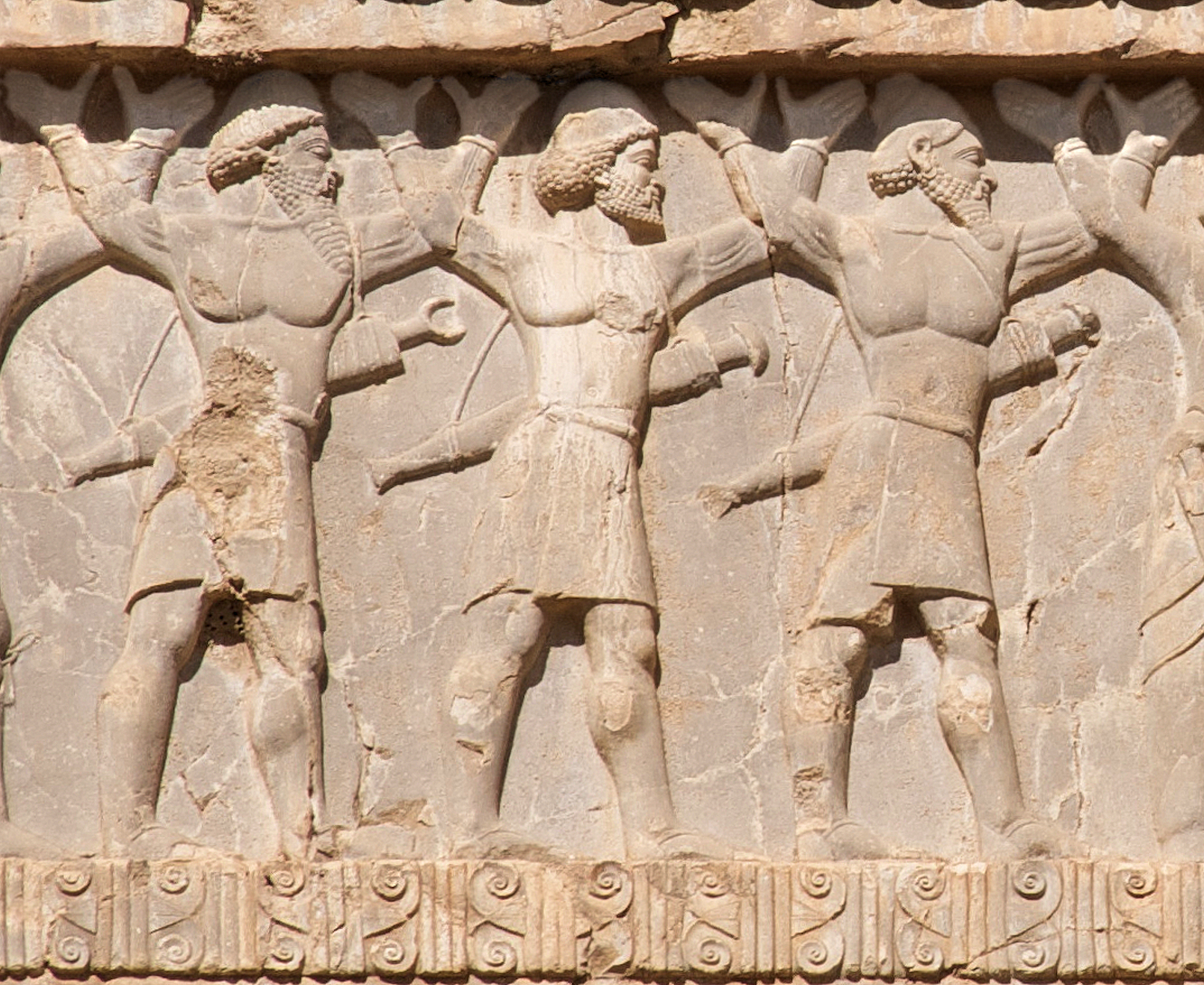
고대 인도 전사들 (왼쪽부터 사타기디아, 간다라, 힌두쉬) c. 기원전 480년. 크세르크세스 1세의 낙셰 로스탐 부조.

스피타메네스의 죽음과 기원전 326년 새로운 중앙아시아 사트라피와의 관계를 공고히 하기 위한 록사네와의 결혼(고대 이란어로 라옥슈나) 이후, 알렉산드로스는 마침내 인도로 시선을 돌릴 수 있었다. 알렉산드로스에게 인도 침략은 아케메네스 제국 정복의 자연스러운 결과였다. 인더스강 유역 지역은 아케메네스 제국의 인더스 계곡 정복  기원전 515년c. 이래로 오랫동안 아케메네스 제국의 통제 하에 있었기 때문이다. 알렉산드로스는 단지 아케메네스 제국으로부터 얻었으며 이제 자신의 정당한 소유라고 생각하는 영토를 점유하고 있었을 뿐이다.
알렉산드로스는 전직 간다라 사트라피의 모든 추장들을 불러 자신에게 복종할 것을 요구했다. 암비 (그리스어: 옴피스), 탁실라의 통치자로서 그의 왕국은 인더스강에서 젤룸강 (그리스어: 히다스페스)까지 뻗어 있었는데, 이에 응했다. 기원전 327년 봄 말에 알렉산드로스는 박트리아 땅을 지키기 위해 아민타스를 3,500명의 기병과 10,000명의 보병과 함께 남겨두고 인도 원정을 시작했다.

## 코펜 전역
알렉산드로스는 친히 방패를 든 근위대, 보병, 궁수, 아그리아니아인, 기마 투창병을 이끌고 부족인 쿠나르 골짜기의 아스파시오이족, 구라이우스 (판지코라) 골짜기의 구라이족, 스와트와 부네르 골짜기의 아사케노이족과 맞섰다.
알렉산드로스는 푸슈카라바티 또는 퓨켈라오티스를 수도로 삼은 일라스티나야나(아스타케노이 또는 아스타네노이) 족장 하스틴(또는 아스테스)의 저항에 직면했다. 그는 나중에 아스바야나족과 아스바카야나족을 물리치고 그들의 병사 40,000명과 소 230,000마리를 포획했다. 마사가의 아스바카야나족은 여왕 클레오피스의 지휘 아래 30,000명의 기병, 38,000명의 보병, 30마리의 코끼리, 7,000명의 용병으로 구성된 군대와 함께 그와 싸웠다. 알렉산드로스와 싸운 다른 지역으로는 아비사라, 아오르노스, 바지라, 오라 또는 뒤르타가 있었다.
격렬한 전투가 아스파시오이족과 벌어졌고, 그 과정에서 알렉산드로스 자신도 창에 어깨를 다쳤지만, 결국 아스파시오이족은 패배했다. 그들 중 40,000명이 노예가 되었다. 아사케노이족은 30,000명의 기병, 38,000명의 보병, 30마리의 전쟁 코끼리로 구성된 군대와 함께 알렉산드로스와 맞섰다. 그들은 용감하게 싸웠고 오라, 바지라, 마사가와 같은 많은 요새에서 침략자에게 완강한 저항을 보였다. 마사가 요새는 알렉산드로스 자신이 발목에 심각한 부상을 입을 정도로 며칠간의 피비린내 나는 전투 끝에야 함락될 수 있었다. 마사가의 족장이 전투에서 쓰러지자, 군대의 최고 지휘권은 그의 늙은 어머니 클레오피스에게 넘어갔고, 그녀 역시 마지막까지 조국을 방어하겠다고 결심했다. 클레오피스가 군대의 최고 지휘권을 맡은 사례는 지역 전체의 여성들도 전투에 참여하게 만들었다. 알렉산드로스는 정치적 책략과 배신 행위를 통해서만 마사가를 함락시킬 수 있었다. 쿠르티우스에 따르면: "알렉산드로스는 마사가의 전 주민을 학살했을 뿐만 아니라, 그 건물들을 폐허로 만들었다". 비슷한 학살이 아사케노이족의 또 다른 요새인 오라에서도 뒤따랐다.

### 아오르노스 공성전

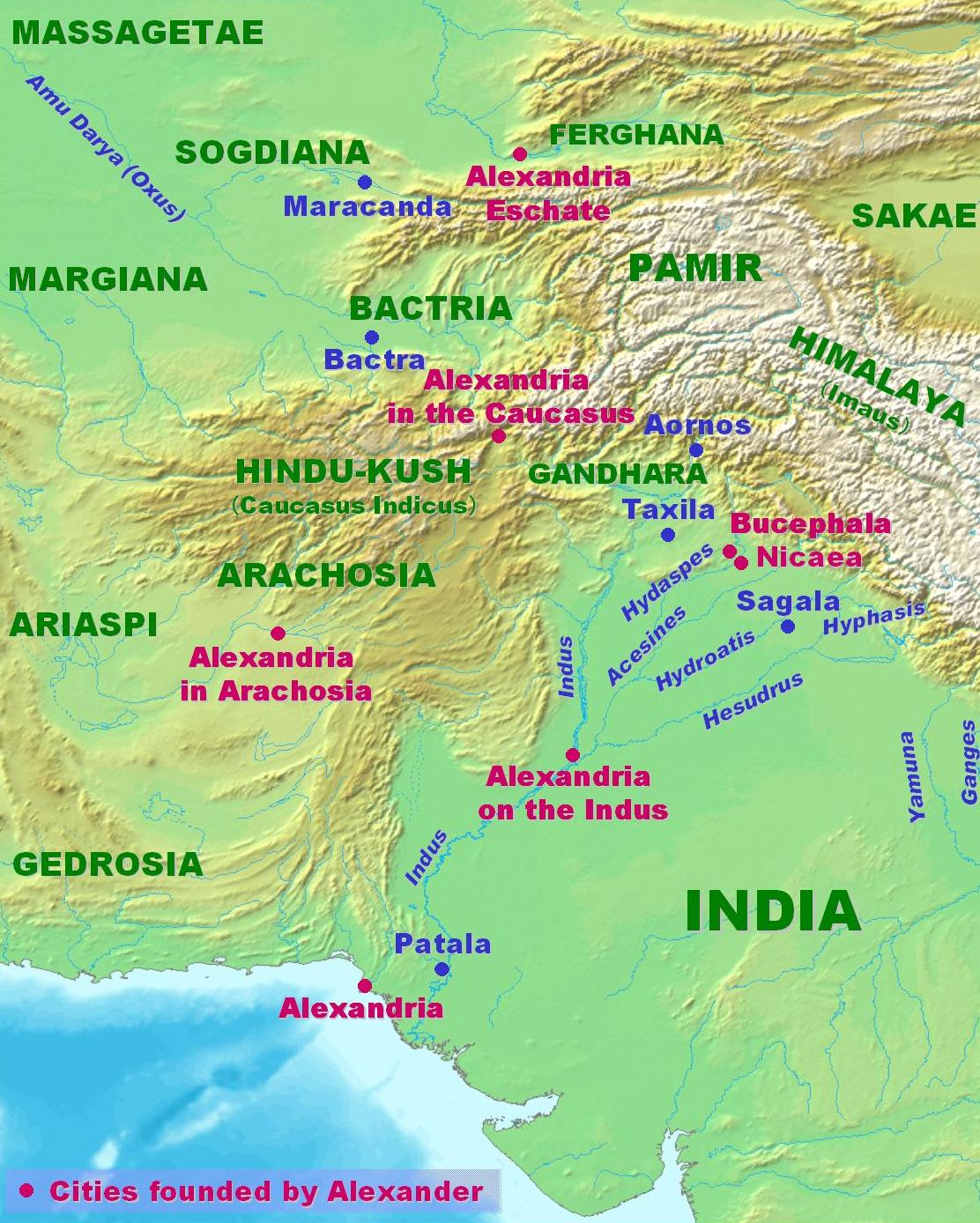
아오르노스는 파키스탄 탁실라 북쪽에 위치한다.

알렉산드로스가 마사가와 오라에서 저지른 일반적인 학살과 방화의 여파로, 수많은 아사케노이족이 아오르노스라는 높은 요새로 도피했다 (정확히 확인되지는 않았지만, 스와트의 상글라와 북부 파키스탄의 코히스탄 지역 어딘가에 위치). 알렉산드로스는 그들의 뒤를 바짝 추격하여 전략적 요새를 포위했다. 로빈 레인 폭스에 따르면 아오르노스 공성전은 알렉산드로스의 마지막 공성전이었으며, "역사상 가장 위대한 공성가의 경력의 정점"이었다. 공성전은 기원전 326년 4월에 일어났다. 이는 힌두쿠시산맥을 넘어 발흐까지 위험하게 늘어진 알렉산드로스의 보급선에 대한 마지막 위협이었다. 그러나 아리아노스는 알렉산드로스가 자신의 친척 헤라클레스를 능가하려는 영웅적인 열망 때문에 아오르노스라고 불리는 피르사르를 점령하지 못했다고 기록한다. 이 유적지는 현재 파키스탄 펀자브의 아토크 북쪽에 위치하며, 상부 인더스강의 굽이진 좁은 협곡 위 강력하게 요새화된 산등성이에 있다. 알렉산드로스에게 항복한 인근 부족민들은 그에게 가장 좋은 접근 지점으로 안내하겠다고 제안했다.
요새로 이어지는 취약한 북쪽에서 알렉산드로스와 그의 투석기들은 깊은 협곡에 막혔다. 공성 무기를 사정권 내로 가져오기 위해 협곡을 가로지르는 토벽이 건설되었다. 피르사르의 가장 가까운 끝부분과 연결된 낮은 언덕은 곧 사정권 내로 들어와 점령되었다. 알렉산드로스의 병사들은 처음에는 위에서 굴러떨어지는 바위에 의해 격퇴되었다. 3일간의 북소리는 수비수들의 초기 격퇴 축하를 알렸고, 이어서 기습적인 후퇴가 이루어졌다. 밧줄을 타고 마지막 암벽을 기어오른 알렉산드로스는 정상을 점령하고 도망자들을 일부 살해했다 – 아리아노스에 의해 학살로 과장되었다 – 그리고 승리의 아테나, 즉 승리의 아테나에게 제단을 세웠는데, 그 흔적은 슈타인에 의해 확인되었다. 이 원정에서 알렉산드로스를 도왔던 시시코토스 또는 사시굽타는 아오르노스의 총독이 되었다.

## 펀자브
아오르노스를 함락시킨 후, 알렉산드로스는 인더스강을 건너 펀자브 지역에서 원정을 시작했다.

### 히다스페스강 전투

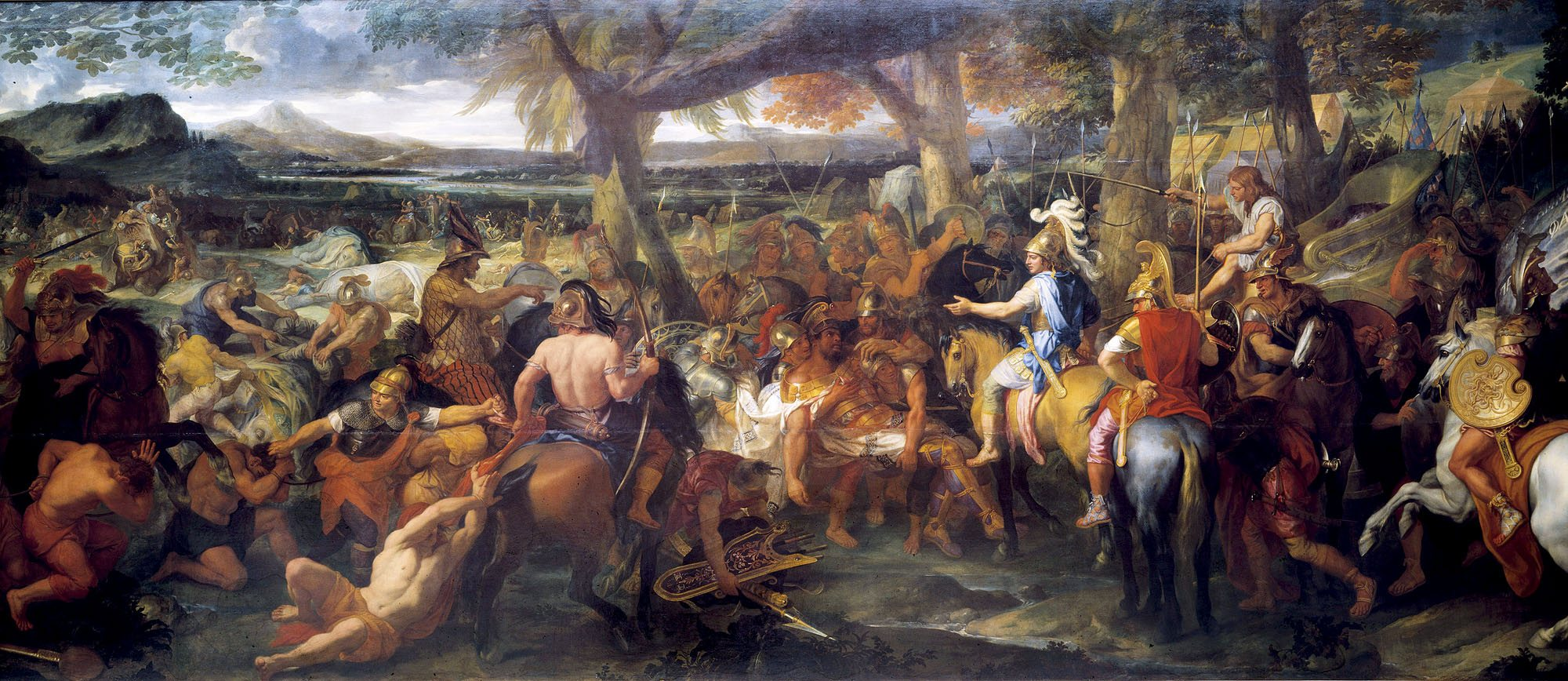

히다스페스강 전투는 기원전 326년 7월에 젤룸강 (젤룸강)의 펀자브, 베라 근처에서 알렉산드로스가 포로스 왕(아마도 파우라바 왕)과 싸운 전투이다. 히다스페스 전투는 알렉산드로스가 치른 마지막 주요 전투였다. 주력 부대는 현재의 파키스탄을 통해 카이베르 고개로 진입했지만, 알렉산드로스 친위대 소규모 병력은 북쪽 길을 통해 진격하여 도중에 아오르노스 공성전을 벌였다. 다음 해 초봄에 그는 병력을 합치고 이웃한 히다스페스 왕국의 왕과 맞서기 위해 탁실라의 왕 암비와 동맹을 맺었다.

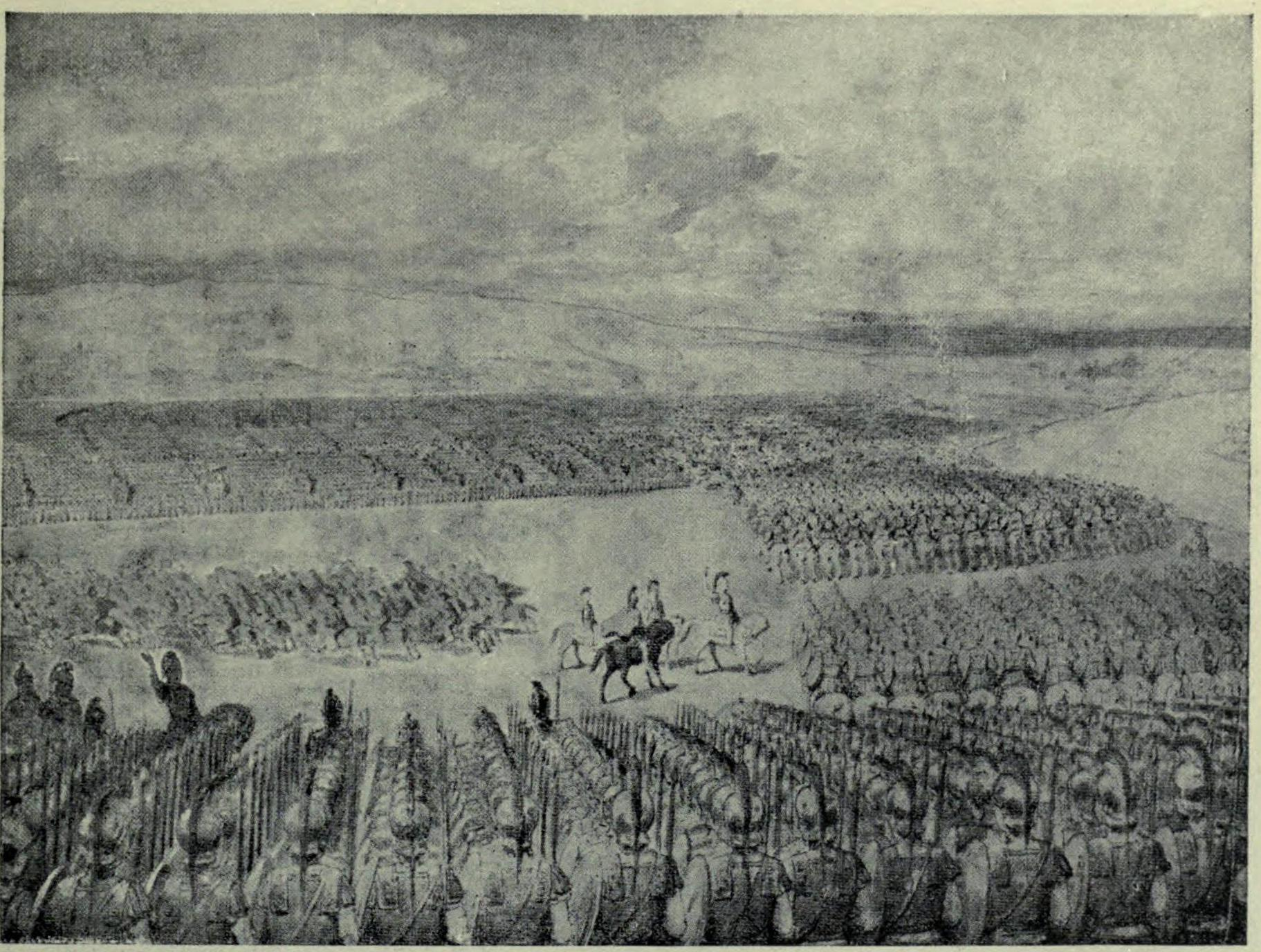
기원전 326년 7월, 알렉산드로스의 공격을 기다리는 포로스

포로스는 인도의 지역 왕이었다. 아리아노스는 자신의 말로 포로스에 대해 다음과 같이 기술한다.
인도 왕 중 한 명인 포로스는 개인적인 힘과 고귀한 용기 모두에서 뛰어난 인물로, 알렉산드로스에 대한 소식을 듣고 필연적인 상황에 대비하기 시작했다. 그리하여 적대 행위가 발발하자, 그는 자신의 군대에 마케도니아인들을 공격하도록 명령하며 마치 알렉산드로스가 자신의 개인적인 적이라도 되는 양 알렉산드로스 왕을 요구했다. 알렉산드로스는 지체 없이 전투에 돌입했지만, 첫 돌격에서 그의 말이 부상을 입어 그는 말에서 떨어졌고, 급히 달려온 수행원들의 도움으로 목숨을 건졌다.

포로스는 젤룸강 남쪽 강둑에 진을 치고 어떤 도하 시도도 격퇴할 준비를 마쳤다. 젤룸강은 깊고 물살이 빨라 어떤 도하 시도라도 공격 부대 전체를 파멸시킬 수 있을 정도였다. 알렉산드로스는 직접적인 도하가 실패할 것을 알고, 그의 진영에서 약 27 km (17 mi) 상류에 적합한 도하 지점을 찾았다. 그곳의 이름은 "카데"이다. 알렉산드로스는 그의 장군 크라테로스를 대부분의 군대와 함께 뒤에 남겨두고, 자신은 강력한 분견대와 함께 강 상류로 건넜다. 포로스는 그의 아들이 이끄는 소규모 기병 및 전차 부대를 도하 지점으로 보냈다.

자료에 따르면 알렉산드로스는 이미 포로스의 아들을 만난 적이 있었기 때문에 두 사람은 서로 모르는 사이가 아니었다. 포로스의 아들은 알렉산드로스의 애마를 한 방에 죽였고, 알렉산드로스는 땅에 떨어졌다. 이 만남에 대해 아리아노스는 다음과 같이 덧붙인다. 
다른 작가들은 알렉산드로스의 기병과 포로스의 아들이 지휘하는 인도군 병력 사이에 실제 상륙 지점에서 전투가 벌어졌으며, 포로스의 아들이 수적으로 우세한 병력으로 그들을 대항할 준비가 되어 있었다고 기술한다. 그리고 전투 중에 그(포로스의 아들)가 직접 알렉산드로스에게 부상을 입혔고, 그의 애마 부케팔로스를 죽인 일격을 가했다고 기록한다.

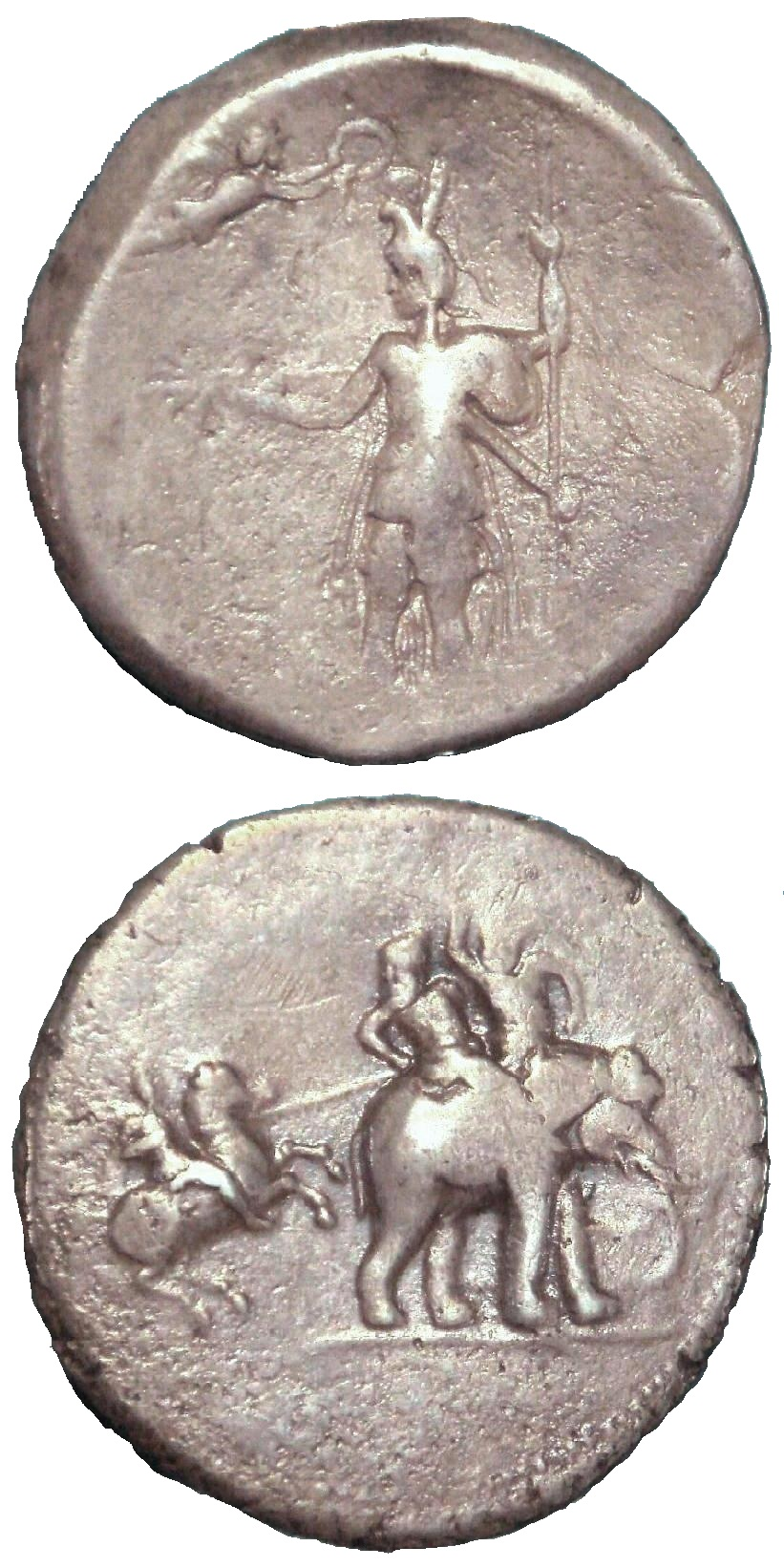
알렉산드로스 대왕의 "승리 주화", 바빌론에서 기원전 322년경 인도 아대륙 원정 후 주조. 앞면: 니케가 알렉산드로스에게 월계관을 씌우고 있다. 뒷면: 알렉산드로스가 포로스 왕을 그의 코끼리 위에서 공격하고 있다. 은. 대영박물관.

그 병력은 쉽게 격퇴되었고, 아리아노스에 따르면 포로스의 아들은 전사했다. 포로스는 이제 도하 부대가 예상보다 많다는 것을 알았고, 그의 주력군으로 맞서기로 결정했다. 포로스의 군대는 양 측면에 기병을, 전방에 전쟁 코끼리를, 그리고 코끼리 뒤에 보병을 배치했다. 이 전쟁 코끼리들은 마케도니아 말들을 두렵게 했기 때문에 알렉산드로스에게 특히 어려운 상황을 제시했다.
알렉산드로스는 말 궁수들을 보내 포로스의 좌측 기병대에 화살 세례를 퍼붓는 것으로 전투를 시작했고, 그 다음 자신의 기병을 사용하여 포로스의 기병대를 섬멸했다. 한편, 마케도니아 팔랑크스는 강을 건너 전쟁 코끼리들의 돌격에 맞섰다. 마케도니아인들은 결국 포로스의 군대를 포위했다.

디오도로스는 전쟁 코끼리의 전술에 대해 다음과 같이 썼다.
이에 코끼리들은 엄청난 크기와 힘을 십분 활용하여 발로 밟아 적군 일부를 죽이고, 그들의 갑옷과 뼈를 으스러뜨렸으며, 다른 자들에게는 끔찍한 죽음을 안겨주었다. 코끼리들은 먼저 코로 적을 몸에 감아 높이 들어 올린 다음 엄청난 힘으로 땅에 내동댕이쳤다. 많은 다른 자들은 엄니로 꿰뚫어 한순간에 목숨을 잃었다.

포로스 병사들의 전투 방식은 아리아노스에 의해 자세히 묘사되었다.
보병들은 자신의 키와 같은 길이의 활을 가지고 다닌다. 이것을 땅에 대고 왼발로 받쳐서 화살을 쏜다. 시위를 뒤로 멀리 당겨 사용하는데, 그들이 사용하는 화살은 길이가 3야드에 미치지 못한다. 인디언 궁수의 활 시위를 막을 수 있는 것은 방패나 흉갑, 혹은 그보다 더 강력한 방어도 없다.

쿠르티우스 퀸투스에 따르면, 알렉산드로스는 그날 늦게 포로스에게 몇몇 사신을 보냈다.
알렉산드로스는 이 위대하고 용감한 병사의 생명을 구하기를 열망하여 인도인 텍실레를 그(포로스)에게 보냈다. 텍실레는 자신이 감히 할 수 있는 한 가까이 말을 타고 가서 코끼리를 멈추고 알렉산드로스가 그에게 보낸 메시지를 들으라고 요청했다. 도망은 더 이상 불가능했다. 그러나 텍실레는 인도 왕의 오랜 적이었고, 포로스는 그의 코끼리를 돌려 그를 창으로 죽이려고 달려들었다. 그리고 그는 실제로 그를 죽였을 수도 있었지만, 제때 말을 채찍질하여 피하지 않았다면 말이다. 그러나 알렉산드로스는 자신의 사신에 대한 이러한 대우에 전혀 분개하지 않고 다른 여러 명의 사신을 보냈는데, 그 마지막은 인도인 메로에스로, 그는 오랫동안 포로스의 친구라고 들은 사람이었다.

플루타르코스에 따르면 이것은 알렉산드로스의 가장 힘든 전투 중 하나였다.
전투는 더욱 복합적인 양상으로 전개되었고, 끈질기게 이어져 낮 여덟 번째 시간까지도 결정되지 않았다.

 플루타르코스는 또한 히다스페스에서의 격렬한 전투로 인해 알렉산드로스의 병사들이 인도를 계속 정복하는 것을 주저하게 되었다고 썼다. 그들이 갠지스강을 건너게 된다면 포로스 군대보다 훨씬 더 큰 군대와 맞서야 할 가능성을 고려했기 때문이었다.
포로스는 알렉산드로스를 감탄시킨 여러 지역 왕 중 한 명이었다. 어깨에 부상을 입었지만 여전히 2 m (6 ft 7 in)이 넘는 키로 서 있던 그에게 알렉산드로스는 어떻게 대우받고 싶냐고 물었다. "알렉산드로스, 왕이 다른 왕을 대하듯이 대우해 주시오"라고 포로스는 답했다. 다른 역사가들은 이 사건 전체의 정확성에 의문을 제기하며, 포로스가 결코 그런 말을 하지 않았을 것이라고 주장한다. 필로스트라투스 엘데르는 아폴로니오스 티아나의 생애에서 포로스의 군대에 알렉산드로스의 군대에 용감하게 맞서 싸운 코끼리가 있었고 알렉산드로스는 그 위대한 동물이 위대한 이름을 가질 자격이 있다고 생각하여 그 코끼리를 헬리오스(태양)에게 바치고 아약스라고 이름 지었다고 썼다. 코끼리는 상아 주위에 금고리를 두르고 있었고 그리스어로 "제우스의 아들 알렉산드로스가 아약스를 헬리오스에게 바친다" (ΑΛΕΞΑΝΔΡΟΣ Ο ΔΙΟΣ ΤΟΝ ΑΙΑΝΤΑ ΤΩΙ ΗΛΙΩΙ)라는 글이 새겨져 있었다.
알렉산드로스는 더 이상 진격하지 않아, 인더스강의 모든 상류 지역은 정복되지 않은 채로 남겨졌다. 그는 나중에 자신의 승리를 기념하기 위해 전투 현장에 알렉산드리아 니카이아(승리)를 건설했다. 또한 그는 인도 아대륙 원정 내내 알렉산드로스를 태우고 다녔고 히다스페스 전투에서 영웅적으로 죽음을 맞이한 그의 사랑하는 말 부케팔로스를 기리기 위해 강 반대편에 부케팔로스 알렉산드리아를 건설했다.

### 카티족
체나브강을 건넌 후, 포로스와 그의 코끼리, 그리고 5,000명의 현지 병력이 알렉산드로스에게 합류하여 카타이족(Kāṭhī와 관련됨)가 요새를 구축하고 있던 사갈라를 포위했다. 도시는 불태워지고 많은 주민들이 살해되었다.
"카타이족은... 사갈라라는 강력한 도시를 가지고 있었고, 그곳에서 그들은 방어할 계획이었다. (...) 다음 날 알렉산드로스는 병사들을 쉬게 했고, 셋째 날 상갈라로 진격했다. 그곳에서 카타이족과 그들에게 합류한 이웃들이 도시 앞에 진을 치고 있었다. (...) 이때 포로스도 나머지 코끼리와 약 5천 명의 병력을 이끌고 도착했다. (...) 알렉산드로스는 상갈라로 돌아와 도시를 불태우고 그 영토를 병합했다." 아리아노스, 알렉산드로스 원정기, V.22–24

## 무시카노스
무시카노스(고대 그리스어: Μουσικανὸς, 인도어: Mûshika)는 인더스강 상류의 인도 왕으로, 알렉산드로스 대왕에 대항하여  기원전 323년c.경 반란을 일으켰다. 알렉산드로스의 장군 중 한 명인 페이톤은 이 반란을 진압하는 데 성공했다.
"한편 그는 무시카노스가 반란을 일으켰다는 소식을 들었다. 그는 아게노르의 아들인 사트라프 페이톤을 충분한 군대와 함께 그에게 파견했고, 자신은 무시카노스의 통치하에 있던 도시들로 진군했다. 이 도시들 중 일부는 그는 불태워 버렸고, 주민들을 노예로 삼았으며, 다른 도시들에는 수비대를 주둔시키고 요새를 강화했다. 이를 완수한 후, 그는 진영과 함대로 돌아왔다. 이때쯤 무시카노스는 페이톤에게 붙잡혀 알렉산드로스에게 끌려오고 있었다." – 아리아노스 원정기

### 포르티카노스
파탈라의 왕 포르티카노스는 알렉산드로스에게 와서 항복했다. 알렉산드로스는 그에게 자신의 영토를 소유하게 허락했으며, 군대 영접에 필요한 모든 것을 제공하도록 지시했다.

### 삼보스
삼보스는 인더스강 하류 계곡의 또 다른 통치자였다. 디오도로스 시켈로스에 따르면, 알렉산드로스는 그의 왕국을 침략하여 8만 명을 죽이고 도시를 파괴했다. 대부분의 주민들은 노예로 끌려갔고, 삼부스 자신은 '30마리의 코끼리와 함께 인더스강 너머의 나라로 도망쳤다.'

## 알렉산드로스 군대의 반란

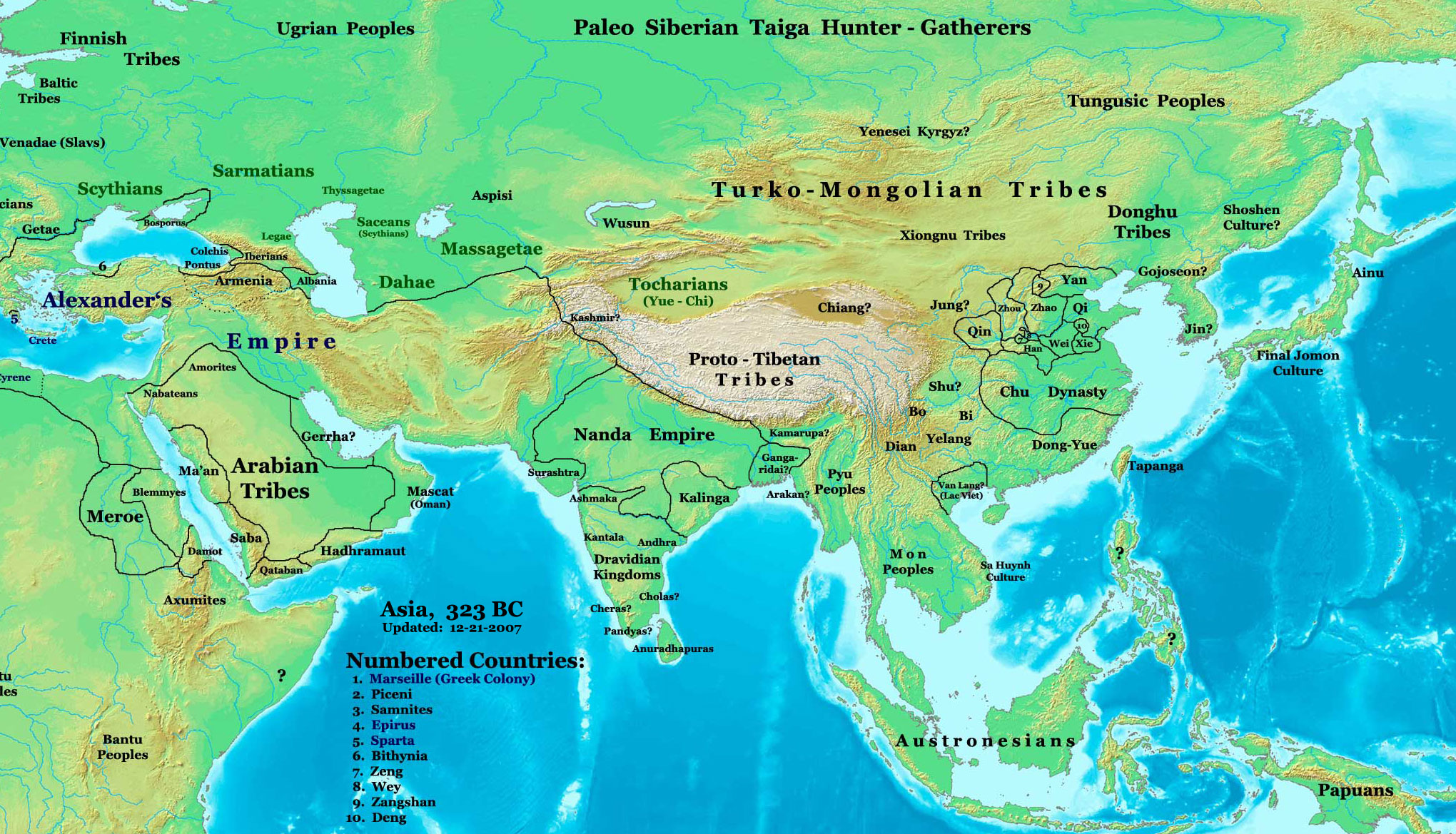
기원전 323년 아시아, 알렉산드로스 대왕의 제국 및 이웃 국가들과의 관계에서 난다 왕조와 이웃한 강가리다이의 고대 인도 모습.

포로스 왕국 동쪽, 갠지스강 (인도 이름 간가의 헬레니즘 버전) 근처에는 마가다의 강력한 난다 왕조와 벵골의 강가리다이 제국이 있었다. 다른 강력한 인도 군대와 마주할 전망에 두려움을 느끼고 수년간의 원정으로 지쳐버린 그의 군대는 히파시스강 (현대 베아스강)에서 반란을 일으켜 더 이상 동쪽으로 진군하기를 거부했다.
그러나 마케도니아인들은 포로스와의 싸움으로 용기를 잃고 인도로 더 나아가기를 망설였다. 겨우 2만 보병과 2천 기병을 동원한 적을 격퇴하는 데 온 힘을 쏟아야 했기 때문에, 그들은 알렉산드로스가 갠지스강도 건너자고 고집하자 격렬히 반대했다. 그들이 들은 바에 따르면 갠지스강은 폭이 32스타디온, 깊이가 100파톰이며, 그 강둑 너머에는 수많은 무장 병사와 기병, 그리고 코끼리들이 가득했다고 한다. 간다리테스와 프라시이의 왕들이 8만 기병, 20만 보병, 8천 전차, 그리고 6천 전투 코끼리와 함께 그들을 기다리고 있다고 전해졌기 때문이다.— 플루타르코스 영웅전

강가리다이는 가장 큰 코끼리들을 대규모로 보유한 민족이다. 이 때문에 그들의 나라는 어떤 외국의 왕에게도 정복된 적이 없다. 다른 모든 민족들이 이 동물들의 압도적인 수와 힘을 두려워하기 때문이다. 그리하여 아시아 전역을 정복한 마케도니아의 알렉산드로스도 다른 모든 민족에게 그랬던 것처럼 강가리다이와 전쟁을 벌이지 않았다. 그는 모든 병력을 이끌고 갠지스강에 도착했을 때, 강가리다이가 전쟁을 위해 잘 훈련되고 장비된 4천 마리의 코끼리를 소유하고 있다는 것을 알게 되자 그들의 침략을 희망 없는 일로 포기했다.— 메가스테네스, 인디카

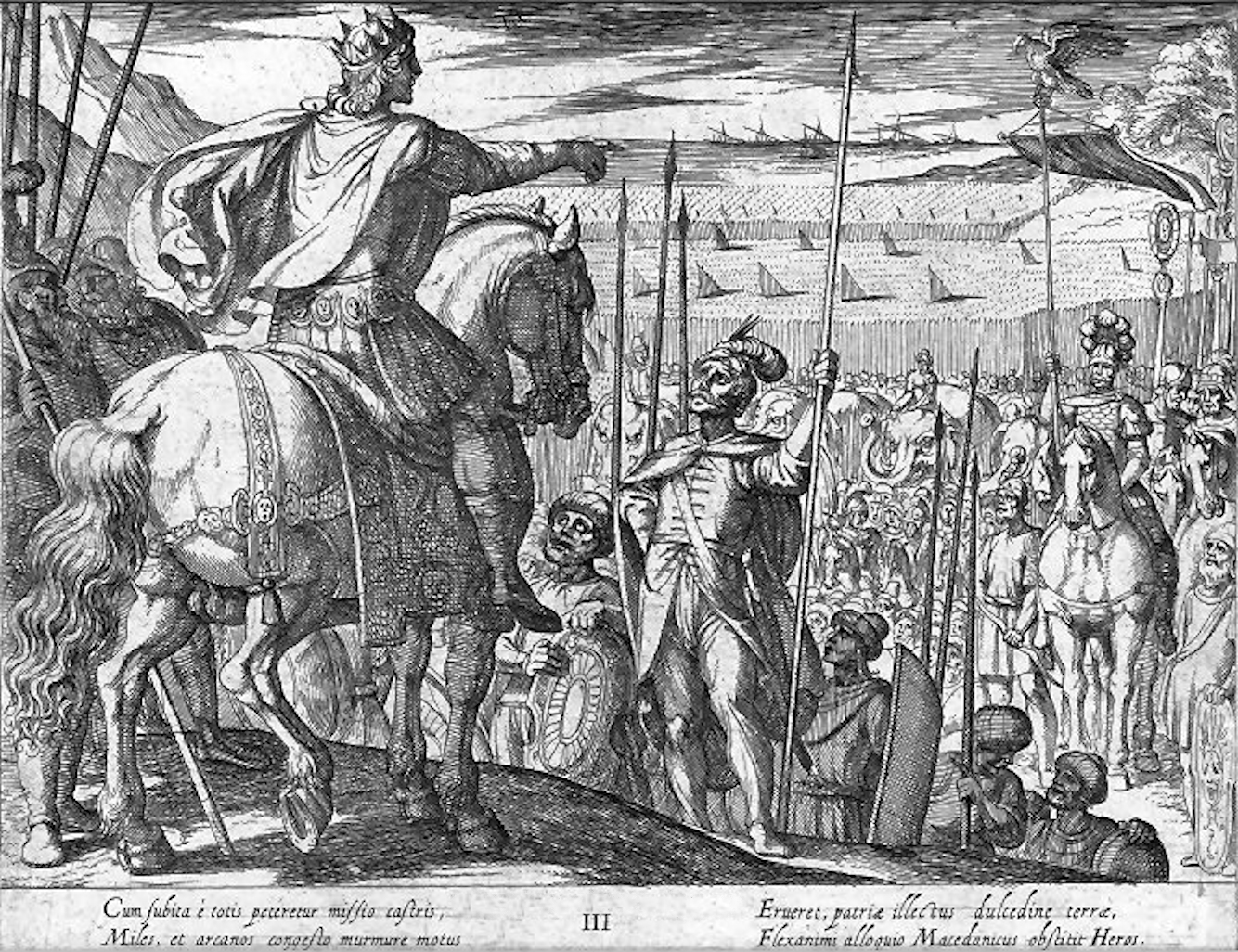
플로렌스의 안토니오 템페스타가 1608년에 그린 11개의 판화 중 3번 판화에 나타난, 인도에서 고향으로 돌아가기를 간청하는 알렉산드로스 병사들.

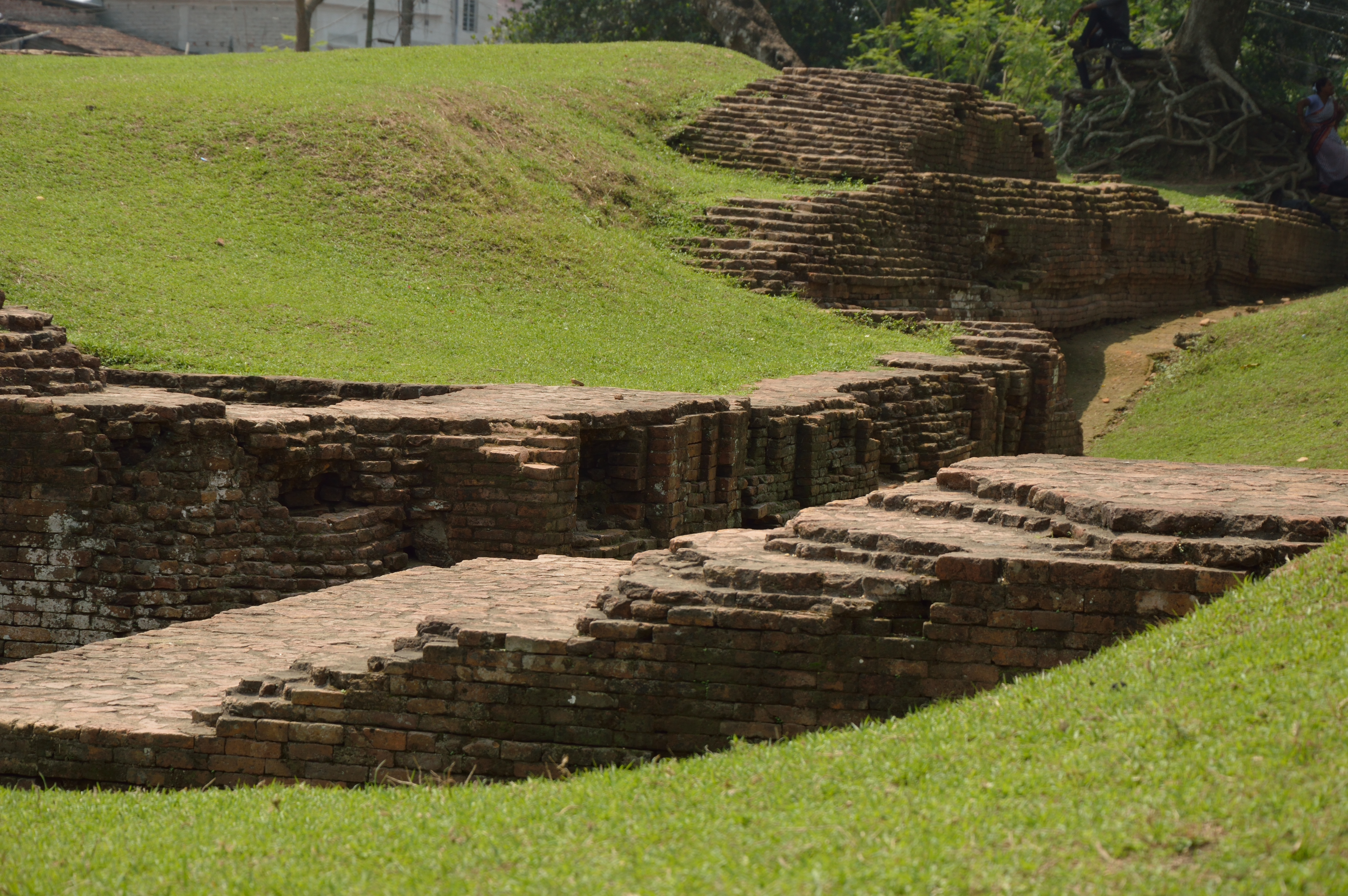
서벵골주의 찬드라케투가르는 강가리다이의 수도로 여겨진다. 4,000마리의 코끼리 부대를 보유한 강가리다이 군대는 알렉산드로스가 인도에서 후퇴하는 계기가 되었을 수 있다.

알렉산드로스는 잘못된 그리스 지도를 사용하여 세계가 인도 경계에서 불과 1,000 킬로미터 (620 mi) 떨어진 곳에서 끝난다고 생각했다. 그래서 그는 군대에게 연설하여 인도로 더 진격하도록 설득하려 했지만, 코이노스는 마음을 바꾸고 돌아갈 것을 간청하며, 병사들이 "부모님, 아내와 아이들, 고향을 다시 보고 싶어 한다"고 말했다. 알렉산드로스는 병사들의 비협조적인 태도를 보고 동의하여 발길을 돌렸다.

## 말리족 원정
돌아오는 길에 그의 군대는 말리족 씨족 (현재 물탄)을 정복했다. 공성전 중, 알렉산드로스는 두 명의 경호원과 함께 요새화된 도시 안으로 뛰어들었고 말리족의 화살에 심하게 부상당했다. 그들의 왕이 죽었다고 믿은 그의 군대는 요새를 점령하고 그 안에 피신해 있던 말리족에게 분노를 터뜨려 학살을 저질렀고, 남자, 여자, 아이 할 것 없이 아무도 살려두지 않았다. 그러나 코스 출신의 외과 의사 크리토데모스의 노력으로 알렉산드로스는 부상에서 살아남았다. 그 후 살아남은 말리족은 알렉산드로스의 군대에 항복했고, 그로 인해 그의 지친 군대는 계속 나아가 더 많은 인도 부족들을 정복했다.

## 여파

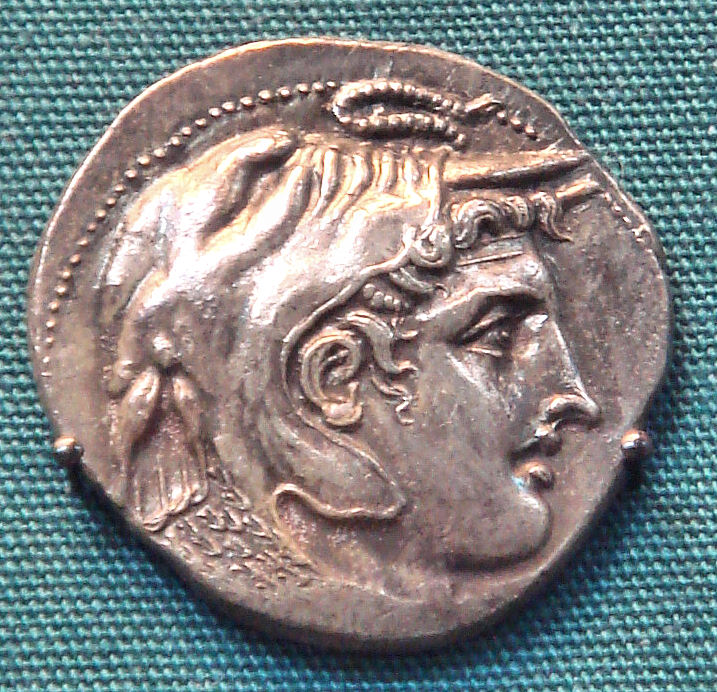
프톨레마이오스 주화, 알렉산드로스가 코끼리 두피를 쓰고 있는 모습으로 남부 아시아 정복의 상징이다.

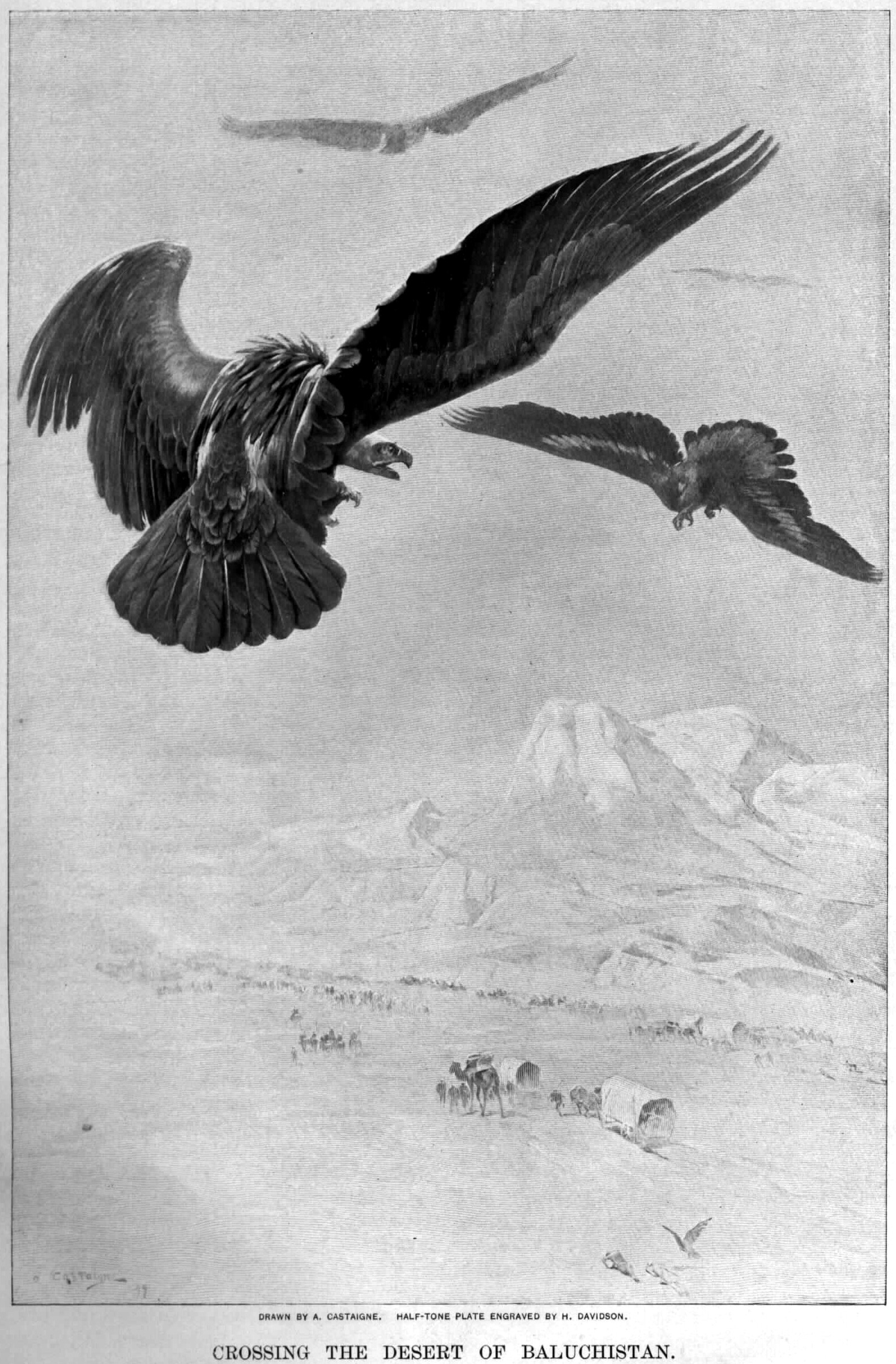
안드레 카스테뉴(1898–1899)의 '군대가 게드로시아 사막을 건너다'.

알렉산드로스는 그의 군대 대부분을 장군 크라테로스와 함께 카르마니아 (현대 이란 남부)로 보냈고, 제독 네아르코스에게 페르시아만 해안을 탐험할 함대를 위임했으며, 자신은 나머지 병력을 이끌고 게드로시아 사막 (현재 이란 남부와 파키스탄의 마크란 일부)을 통과하는 남부 경로를 통해 페르시아로 돌아갔다. 사막을 건너면서 알렉산드로스의 군대는 굶주림과 갈증으로 엄청난 사상자를 냈지만, 인간 적과는 싸우지 않았다. 그들은 아라비아해의 마크란 해안에 살던 원시인들인 "물고기 먹는 자들", 즉 익티오파기족을 만났는데, 그들은 엉킨 머리카락, 불, 금속, 옷이 없었으며, 고래 뼈로 만든 움막에서 살면서 해변에서 주운 날 해산물을 먹었다. 횡단 중에 알렉산드로스는 부하들의 고통을 나누고 군대의 사기를 높이기 위해 가능한 한 많은 물을 거부했다.
인더스강 지역에서 알렉산드로스는 그의 장교인 페이톤을 사트라프로 임명했는데, 그는 기원전 316년까지 다음 10년간 이 직책을 유지했다. 펀자브에서는 에우데모스를 군대 지휘관으로 남겨두었고, 사트라프 포로스와 암비와 함께 일하게 했다. 에우데모스는 그들이 죽은 후 펀자브의 일부를 통치하게 되었다. 두 통치자는 기원전 316년에 군대와 함께 서쪽으로 돌아갔다.  기원전 322년c.경, 마가다의 찬드라굽타 마우리아는 인도에 마우리아 제국을 건설하고 셀레우코스-마우리아 전쟁 (기원전 305–303년) 동안 마케도니아 사트라피들을 정복했다.

## 더 읽어보기
- Wickramasinghe, Chandima S. M. (2021). 《The Indian Invasion of Alexander and the Emergence of Hybrid Cultures》. 《Indian Historical Review》 48. 69–91쪽. doi:10.1177/03769836211009651. S2CID 235463234.